# آزادی واقعی
آزادی واقعی (انگلیسی: Real freedom)ُ اصطلاحی است که فیلیپ فان پاریس، فیلسوف و اقتصاددان سیاسی ابداع کرده است. این مفهوم آزادی منفی در انتخاب‌های یک شخص را با در نظر گرفتن محدودیت‌های نهادی، الزامات واقعیت فیزیکی، منابع و ظرفیت شخصی بسط می‌دهد. به گفته فان پاریس، برای داشتن آزادی واقعی، یک فرد باید:
۱. از عمل کردن به خواست خود منع نشود.
۲. منابع یا ظرفیت‌هایی را در اختیار داشته باشد که واقعاً اراده خود را انجام دهند.
بر اساس این مفهوم، یک عامل اخلاقی می‌تواند به‌طور منفی آزاد باشد. برای مثال فردی در میامی تعطیلات خود را می‌گذراند، زیرا هیچ‌کس او را از انجام این کار منع نمی‌کند (شرط ۱ برقرار است). اما واقعاً انجام این کار رایگان نیست، زیرا نمی‌تواند هزینه پرواز را بپردازد (شرط ۲ برآورده نمی‌شود). در مثالی دیگر، فردی می‌تواند به‌طور منفی آزاد باشد و در طول کانال مانش شنا کند. اما این کار واقعاً ممکن نیست، زیرا او به اندازه کافی شناگر خوبی نیست و نمی‍تواند در این کار موفق شود؛ بنابراین، آزادی واقعی یک موضوع درجه است؛ یک فرد کم و بیش واقعاً آزاد است، و هیچ‌کس هنوز آزادی واقعی کامل ندارد. برای مثال، در حال حاضر هیچ‌کس واقعاً آزاد نیست که به مریخ سفر کند.
آزادی واقعی با افزودن این ایده که واقعاً قادر به اِعمال یک ظرفیت یا منبع در غیاب محدودیت است، آزادی منفی را گسترش می‌دهد. اما با خودداری از توسل به خودگردانی توسط یک خود واقعی، تا حد برخی از ایده‌های آزادی مثبت پیش نمی‌رود.

## سیاست
فان پاریس از مفهوم آزادی واقعی به‌عنوان بخشی از استدلال خود برای درآمد پایه همگانی استفاده می‌کند.
تلما بر این باور مشابه تأکید دارد که همه حق دارند زندگی کنند، بمیرند، فکر کنند، حرکت کنند، بخورند، بیاشامند، خلق کنند، و آن‌گونه که که می‌خواهند عشق بورزند، و «هر فردی حق مطلق و برابر برای انجام خواسته‌های خود را دارد.» «قانون برای همه است». (Liber AL vel Legis I: 34).